# Wolfegg

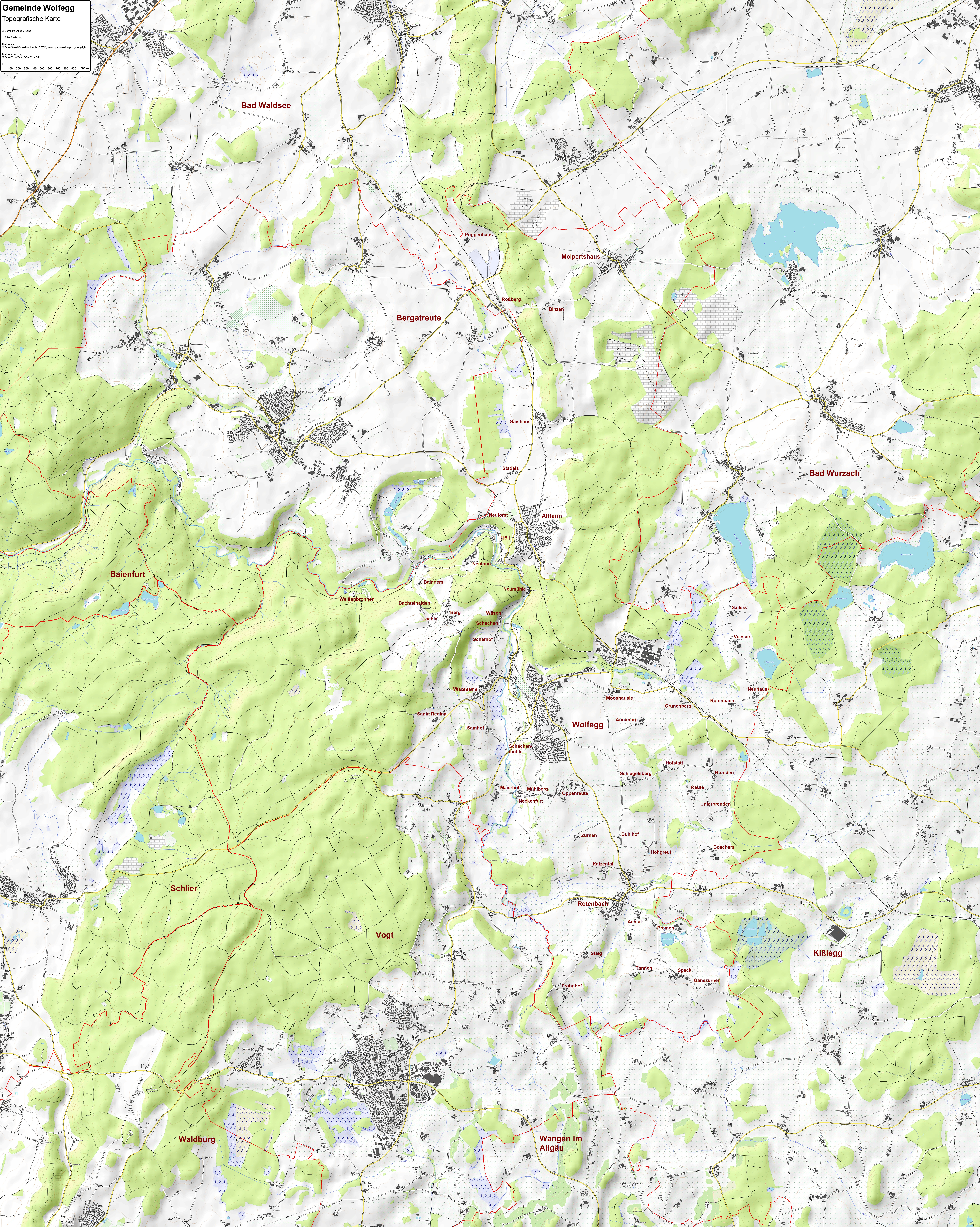
Topografische Karte der Gemeinde Wolfegg

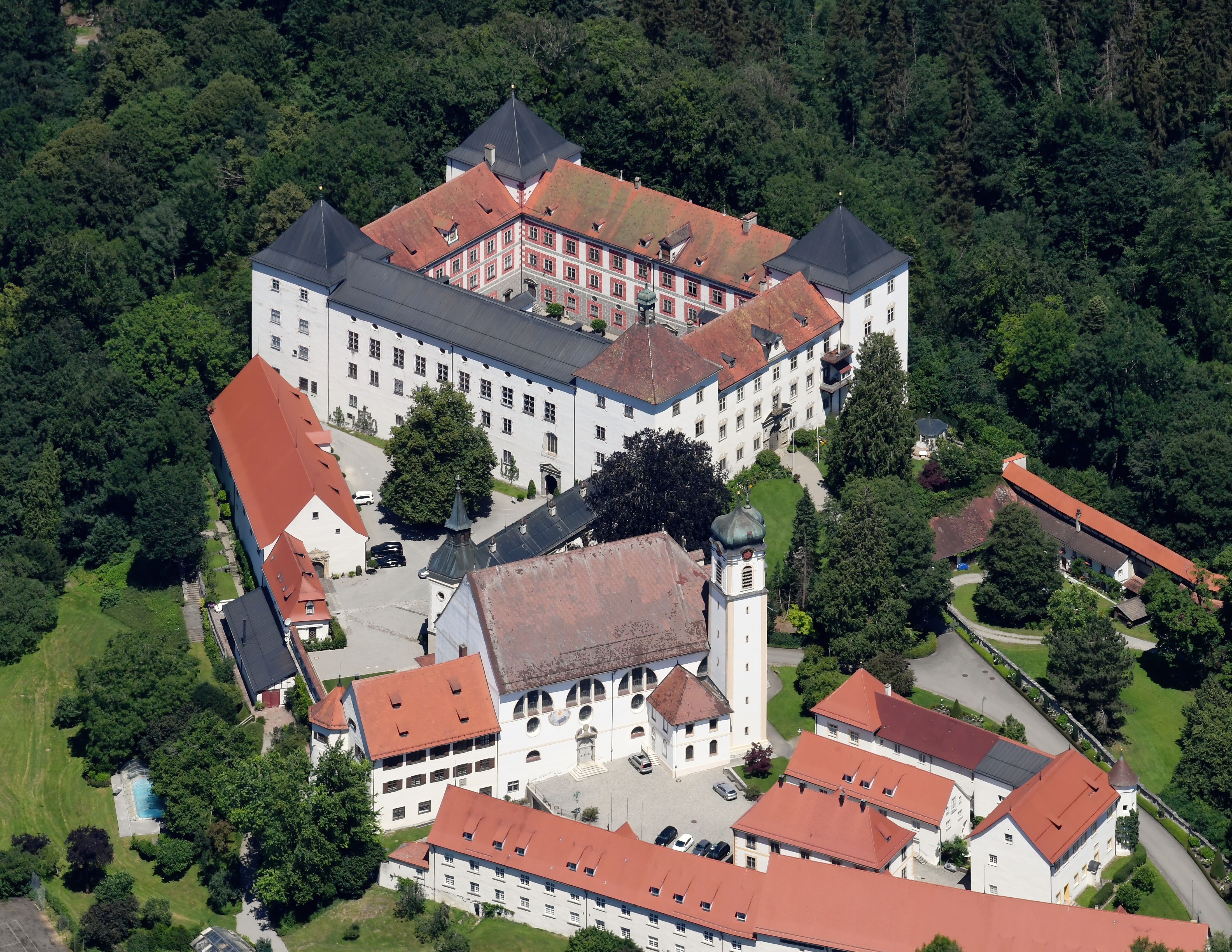
Schloss Wolfegg und Pfarrkirche St. Katharina

Wolfegg ist eine Gemeinde und ein heilklimatischer Kurort im oberschwäbischen Landkreis Ravensburg im Süden Baden-Württembergs (Deutschland).
Im Gemeindegebiet, das sich auf 39,49 km² Fläche erstreckt, leben 3868 Einwohner (Stand: 2023).

## Geographie

### Geographische Lage
Die Gemeinde Wolfegg liegt in Oberschwaben am Übergang zum Westallgäu in direkter Nachbarschaft der beiden Kurorte Bad Waldsee und Bad Wurzach. Ihr Gebiet erstreckt sich am Ostrand des Altdorfer Waldes auf 539 bis 731 m ü. NN. Durch Wolfegg fließt die Wolfegger Ach, ein Zufluss der Schussen.

### Nachbargemeinden
An Wolfegg grenzen folgende Gemeinden an: Im Norden die Stadt Bad Waldsee, im Osten die Stadt Bad Wurzach und die Gemeinde Kißlegg, im Südwesten die Gemeinde Vogt und im Westen die Gemeinden Schlier und Bergatreute.

### Gemeindegliederung
Zur Gemeinde Wolfegg gehören neben dem namensgebenden Kernort die drei Teilorte Alttann, Molpertshaus und Rötenbach.
Zur Gemeinde Wolfegg gehören ferner über 40 weitere Dörfer, Weiler und Einzelhöfe (in alphabetischer Reihenfolge): Achtal, Annaburg, Bachtelhalden, Bainders, Bahnhof Wolfegg, Berg, Binzen, Boschers, Brenden, Bühlhof, Frohnhof, Gaishaus, Ganszürnen, Grünenberg, Hofstatt, Hohgreut, Höll, Katzental, Löchle, Maierhof, Mooshäusle, Mühlberg, Neckenfurt, Neuforst, Neuhaus,  Neumühle, Neutann, Oberhof, Oppenreute, Poppenhaus, Premen, Reute, Rotenbach, Roßberg, Sailers, Samhof, Sankt Regina, Schachen, Schachenmühle, Schafhof, Schlegelsberg, Speck, Stadels, Staik, Tannen, Unterbrenden, Veesers, Wäsch, Wassers, Weißenbronnen und Zürnen.

## Geschichte

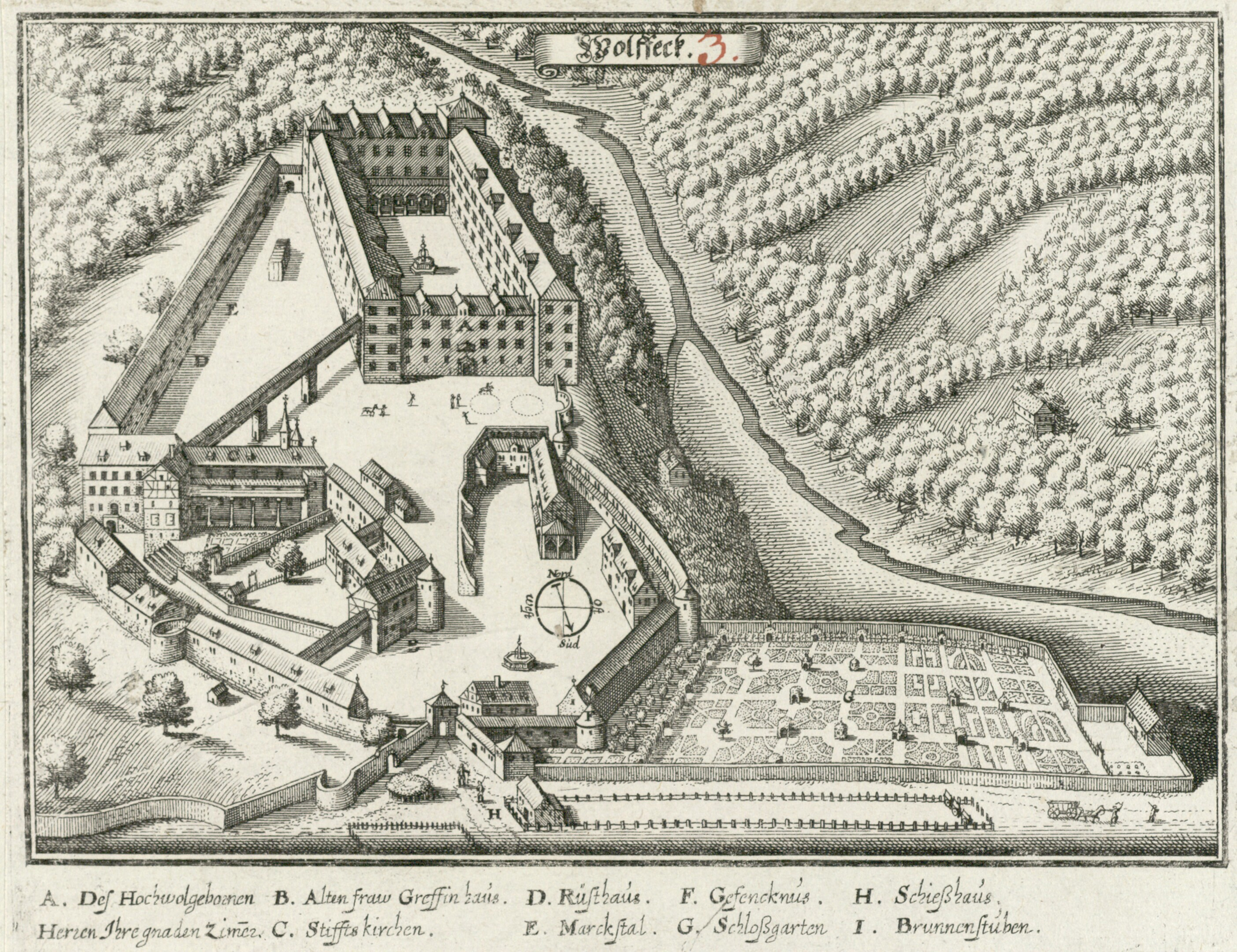
Wolfegg, Kupferstich von Merian, 1643

### Frühe Geschichte
Um 600 vor Christus existierte eine frühkeltische Grablege in Wolfegg, was durch Grabfunde belegt ist. Zwischen 260 und 300 nach Christus erfolgte eine Besiedlung des Gebiets durch die Alemannen.

### Mittelalter
Rötenbach als ältester Teilort wurde erstmals 861 urkundlich erwähnt. Alttann folgte 1179. Es war dies in der Zeit des Herzogtums Schwaben, auf dessen Gebiet auch die Gemarkung der heutigen Gemeinde Wolfegg lag. Im 13. Jahrhundert wurden Molpertshaus (1258) und Wolfegg selbst (1275) erstmals genannt. Molpertshaus fiel 1362 an das Kloster Rot.
siehe auch Ruine Hohentann, Burg Neutann

### Neuzeit
Die Gemeinde teilte über Jahrhunderte die Geschichte von Schloss Wolfegg, Sitz der Fürsten zu Waldburg-Wolfegg und Waldsee aus dem Haus Waldburg.
Im Dreißigjährigen Krieg brannten die Schweden Wolfegg nieder.
Nach der Mediatisierung des Hauses Waldburg 1806 kam Wolfegg zum Königreich Württemberg, in welchem es dem Oberamt Waldsee zugeordnet wurde. Der Ort blieb Sitz des mediatisierten Fürstenhauses Waldburg zu Wolfegg und Waldsee und verfügte bis 1849 mit Unterbrechung über ein eigenes Patrimonialamt.
Bei der Kreisreform während der NS-Zeit in Württemberg gelangte Wolfegg 1938 zum Landkreis Ravensburg. 1945 wurde der Ort Teil der Französischen Besatzungszone und kam somit zum Nachkriegsland Württemberg-Hohenzollern, welches 1952 im Land Baden-Württemberg aufging.

## Religionen
Wolfegg ist wie das gesamte Umland römisch-katholisch geprägt. Die Gemeinde ist Sitz der Pfarrei St. Katharina in Wolfegg, der Pfarrei St. Nikolaus in Alttann, der Pfarrei St. Katharina in Molpertshaus und der Pfarrei St. Jakobus Maior in Rötenbach. Alle Pfarreien gehörten bis Ende 2006 zum Dekanat Waldsee und seither zum Dekanat Allgäu-Oberschwaben der Diözese Rottenburg-Stuttgart.
Die evangelische Kirchengemeinde Alttann, die erst 1888 gegründet wurde, umfasst die politischen Gemeinden Wolfegg und Bergatreute und einige kleine Randgebiete der umliegenden Gemeinden. Die Diaspora-Gemeinde gehört zum Kirchenbezirk Ravensburg der Württembergischen Landeskirche und hat 860 Mitglieder (Stand 2004).

## Politik

### Gemeinderat

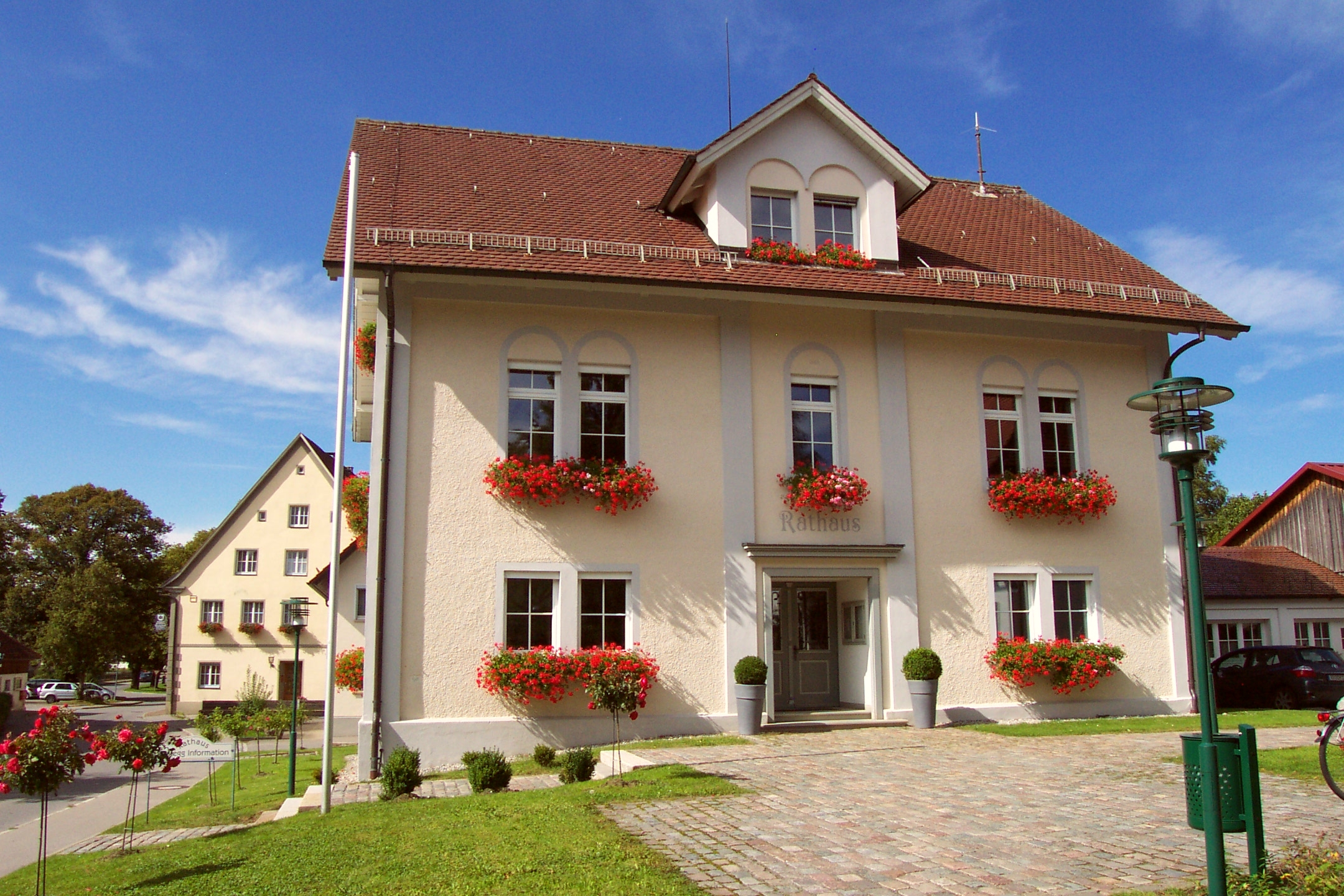
Rathaus Wolfegg

Der Gemeinderat in Wolfegg besteht aus den 12 gewählten ehrenamtlichen Gemeinderäten und dem Bürgermeister als Vorsitzendem. Der Bürgermeister ist im Gemeinderat stimmberechtigt.
Die Kommunalwahl am 9. Juni 2024 führte zu folgendem Ergebnis: Die Wahlbeteiligung lag bei 68,05 %.
| Liste                                 | Wähler  | Sitze |
| CDU                                   | 50,69 % | 6     |
| Bürgerliche Wählervereinigung (BWV)   | 25,55 % | 3     |
| Unabhängige Wähler-Gemeinschaft (UWG) | 23,75 % | 3     |

### Bürgermeister
Bürgermeister der Gemeinde ist Peter Müller. Er wurde am 3. Dezember 2006 mit 55,6 Prozent der abgegebenen Stimmen im ersten Wahlgang gewählt. Sein Amt trat er am 15. Februar 2007 an. Am 30. November 2014 und am 27. November 2022 wurde er wiedergewählt.

### Wappen
| Wappen der Gemeinde Wolfegg | Blasonierung: „In Silber (Weiß) auf goldenem (gelbem) Dreiberg ein schreitender, rot bezungter schwarzer Wolf.“ |
| Wappen der Gemeinde Wolfegg | Wappenbegründung: Die Gemeinde legte im Jahre 1922 das Wappen und die Flagge fest. Das redende Wappen geht auf das Siegelbild des Ravensburger Geschlechts der Wolfegger zurück, das vermutlich von dem im 12. Jahrhundert belegten Ortsadel der Herren von Wolfegg abstammt. |

### Partnerschaften
Wolfegg pflegt partnerschaftliche Beziehungen zu
- Colico am Comer See (Italien) seit 1986
- Rüthi, Kanton St. Gallen (Schweiz) seit 2003

## Kultur und Sehenswürdigkeiten
Wolfegg liegt an der Oberschwäbischen Barockstraße.

### Museen
- Bauernhaus-Museum Wolfegg: Das Freilichtmuseum des Landkreises Ravensburg vermittelt mit 15 historischen Gebäuden Einblicke in die Wohn-, Lebens- und Arbeitsbedingungen der Landbevölkerung.[8]
- Automuseum Wolfegg: Auf rund 3000 m² Ausstellungsfläche, die sich auf zwei historische Gebäudeteile des Wolfegger Schlosses verteilen, sind rund 80 Automobile und rund 40 motorisierte Zweiräder aller Jahrzehnte ausgestellt. Der Ausstellungsschwerpunkt liegt auf Fahrzeugen der 1960er-, 1970er- und 1980er-Jahre. Die Fahrzeugausstellung wird zudem von einer Sammlung diverser Gebrauchsgegenstände aus dieser Zeit ergänzt. Im Museum wird außerdem die weltweit größte Einradanhängersammlung präsentiert. Vorgänger dieses Museums war das rund 200 motorisierte Fahrzeuge umfassende Automobilmuseum Fritz B. Busch, das von 1973 bis 2016 bestand. Die einzigartige Sammlung von Fritz B.Busch wurde im Jahr 2017 ins Auto & Traktor Museum in Uhldingen-Mühlhofen am Bodensee integriert.

### Musik
In Wolfegg finden jährlich drei Konzertzyklen statt:
- Jeweils am letzten Wochenende im Juni finden die Internationalen Wolfegger Konzerte statt. Künstlerischer Leiter ist der Dirigent Manfred Honeck. Spielorte sind Schloss Wolfegg, die Pfarrkirche und die Alte Pfarr.
- Seit 1984 ist Wolfegg Spielort der Ludwigsburger Schlossfestspiele. Jedes Jahr im September finden bis zu drei Konzerte statt: im Schloss, in der Pfarrkirche und der Alten Pfarr. Neben dem Orchester der Ludwigsburger Schlossfestspiele treten regelmäßig auch namhafte Solisten und Kammerensembles auf.
- Die Wintermusik findet alljährlich vom 31. Dezember bis einschließlich 6. Januar statt. Rund um das Beethoven Trio Ravensburg präsentiert sich Kammermusik in wechselnden Besetzungen.

### Bauwerke
- Schloss Wolfegg

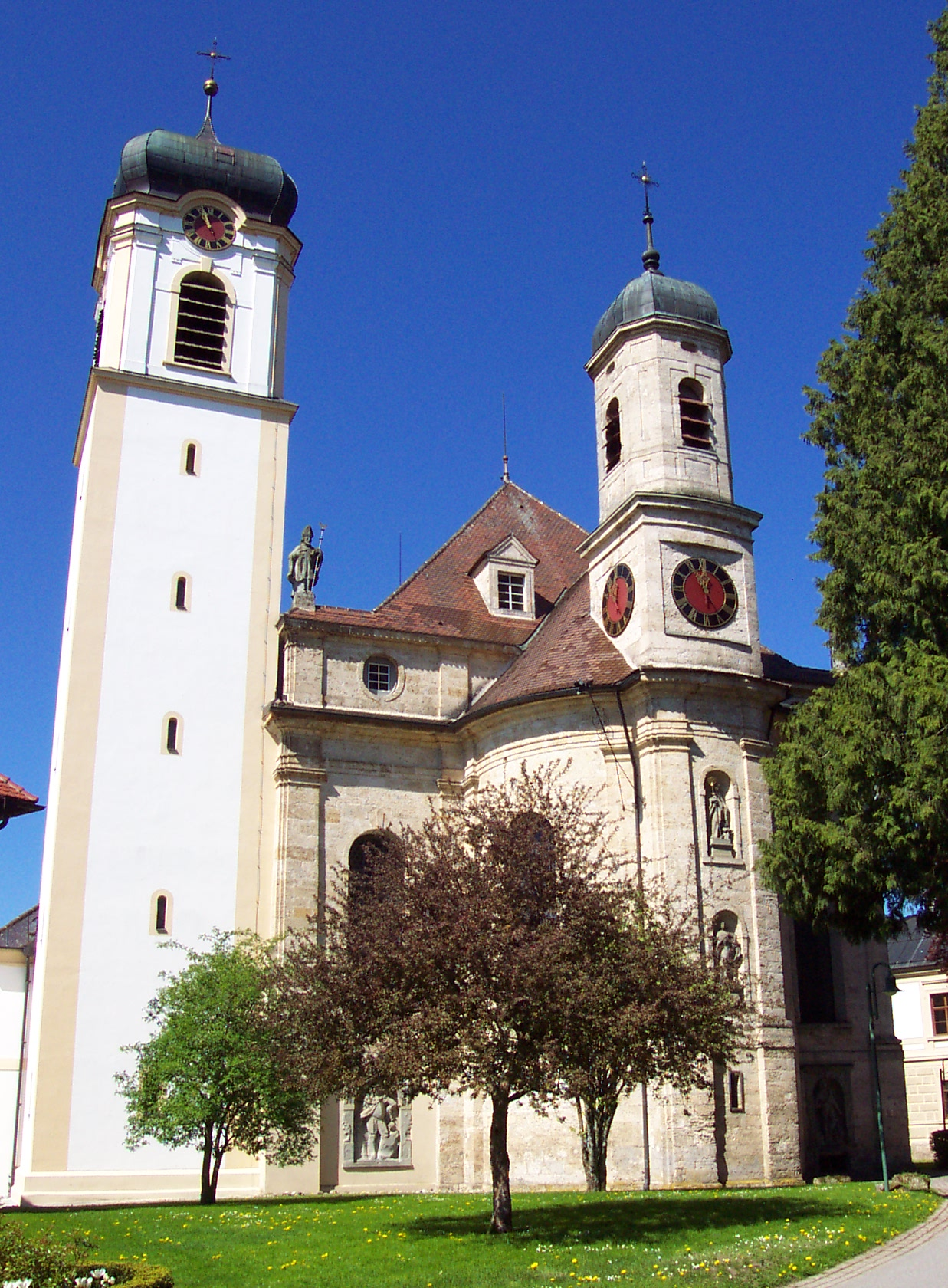
Pfarrkirche St. Katharina

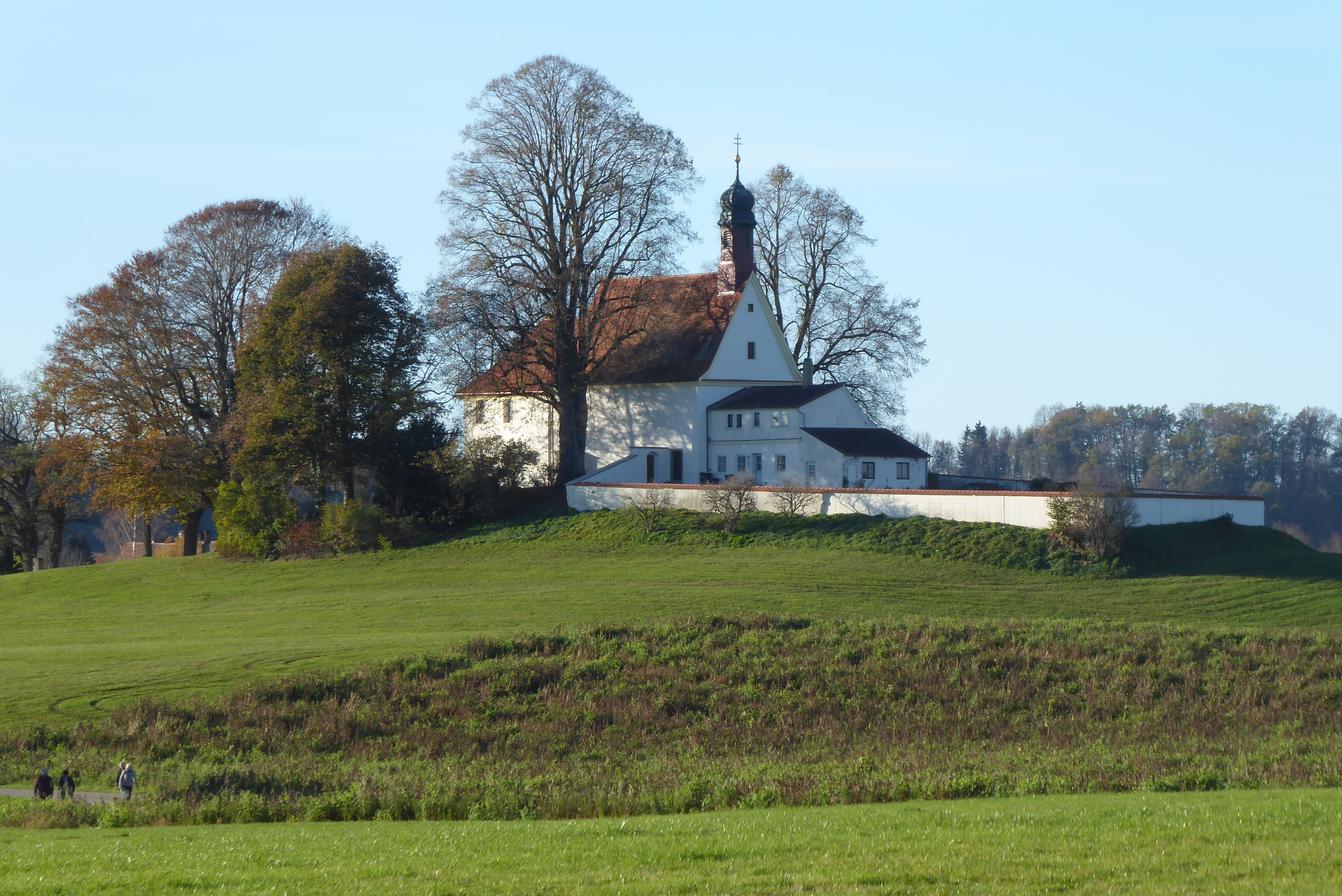
Loretokapelle

- Die Pfarrkirche St. Katharina ist eine der prächtigsten Barockkirchen Oberschwabens. Sie wurde 1733 bis 1736 von Johann Georg Fischer erbaut, die Ausstattung stammt von Johannes Schütz (Stuckateur der Wessobrunner Schule), Franz Anton Erler (Fresken nach Entwürfen von Franz Joseph Spiegler) und Caspar de Crayer (Altarbilder von 1660). Die Barockorgel ist das einzige erhaltene Werk von Jacob Hör, einem Schüler Joseph Gablers. Von Aschermittwoch bis Karsamstag wird das Wolfegger Fastentuch von 1620 in der Kirche ausgestellt.
- Die Pfarrkirche St. Jakobus Maior im Teilort Rötenbach. Auf dem Deckenfresko aus dem Jahr 1944 von August Braun, einem Künstler aus Wangen im Allgäu, soll Adolf Hitler mit Brille abgebildet sein.[9]
- Auf den Wallfahrtsort Loretokapelle (Wolfegg) am südlichen Ortsrand von Wolfegg weisen Kreuzwegstationen hin.

### Sport
Der Motorsportclub Bad Waldsee veranstaltet in Wolfegg Grasbahnrennen. Zudem hat Wolfegg einen eigenen Tennisclub und einen Fußballverein mit Bergatreute zusammen.

## Wirtschaft und Infrastruktur

### Verkehr
Die Haltepunkte Alttann und Wolfegg sowie der Betriebsbahnhof im Ortsteil Roßberg liegen an der Bahnstrecke Herbertingen–Isny. In Roßberg zweigt zudem die Roßbergbahn nach Bad Wurzach ab. Auf dieser Strecke wird nur noch Güterverkehr sowie Ausflugsverkehr an bestimmten Sonntagen im Sommer betrieben.
Durch Wolfegg führt der Donau-Bodensee-Radweg. Er führt von Ulm zum Bodensee nach Kressbronn und verläuft dabei von Bad Waldsee über Bergatreute nach Wolfegg und weiter über Kißlegg nach Wangen im Allgäu.

### Ansässige Unternehmen
- Klenk Holz AG, Niederlassung Wolfegg

## Persönlichkeiten

### Söhne und Töchter der Gemeinde
- Ignaz Rogg (1795–1886), Forstwissenschaftler, Mathematiker und Hochschul- bzw. Gymnasiallehrer
- Ferdinand Rugel (1806–1879), Apotheker und Botaniker
- Franz von Waldburg-Wolfegg-Waldsee (1833–1906), Standesherr im Königreich Württemberg
- Bertha Akermann-Hasslacher (1840–1904), Schriftstellerin
- Josef W. Janker (1922–2010), Schriftsteller

### Weitere mit Wolfegg verbundene Personen
- Fritz B. Busch (1922–2010), Autojournalist, gründete 1973 das Automobilmuseum im Wolfegger Schloss